# アルトリンチャムFC
アルトリンチャム・フットボール・クラブ（Altrincham  Football Club）はイングランド・大マンチェスタ州・アルトリンチャム（Altrincham、「オルトリンガム」とも）を本拠地とするサッカークラブチームである。2020-2021シーズンはナショナルリーグ（5部相当）に所属。

## タイトル

### 国内タイトル
- マンチェスター・リーグ:2回

1905,1907
- チェシャー・リーグ:2回

1965-1966, 1966-1967
- アリアンスプレミアリーグ:2回

1979-1980, 1980-1981
- ノーザンプレミアリーグ:2回

1998-1999, 2017-2018
- FAトロフィー:3回

1978, 1982, 1986
- ボブ・ロード・トロフィー:1回

1981
- チェシャー・アマチュアカップ:1回

1904
- チェシャー・リーグチャンピオンシップ:2回

1966, 1967
- チェシャー・リーグカップ:3回

1933, 1951, 1964
- チェシャー・シニアカップ:6回

1905, 1934, 1967, 1982, 1999, 2005

### 国際タイトル
- なし

## 歴代所属選手
- リー・ラムーン 1994-1995
- ライアン・ショットン 2007-2008
- ジェームズ・ジェニングス 2008
- ダンカン・ワトモア 2012-2013
- ダニー・ヒギンボザム 2014